# Clayhanger
Clayhanger är en civil parish i Storbritannien.   Den ligger i grevskapet Devon och riksdelen England, i den södra delen av landet, 240 km väster om huvudstaden London. Orten har 127 invånare (2011).
```
Byn nämndes i Domedagsboken (
Domesday Book
) år 1086, och kallades då 
Clehangre
/
Clehangra
.
[
3
]
```